# World U-17 Hockey Challenge 2012
Die World U-17 Hockey Challenge 2012 war die 19. Austragung der World U-17 Hockey Challenge, einem Eishockeyturnier für Nachwuchs-Nationalmannschaften der Altersklasse U17. Vom 29. Dezember 2011 bis zum 4. Januar 2012 fand der Wettbewerb in Windsor, LaSalle und Tecumseh in der kanadischen Provinz Ontario statt. Die Goldmedaille ging zum dritten Mal an die russische Auswahl, die sich im Finale gegen die Vereinigten Staaten durchsetzte.

## Modus
Die zehn Teilnehmer wurden in zwei Gruppen mit je fünf Mannschaften eingeteilt. In der Gruppenphase spielte jedes Team einmal gegen alle anderen Gruppenteilnehmer und absolvierte somit vier Spiele. Die jeweiligen Gruppenersten und -zweiten qualifizierten sich für das Halbfinale, das ebenso wie das Finale als K.-o.-Spiel ausgetragen wurde.

## Gruppenphase

### Gruppe A
| 29. Dezember 2011 14:00 Uhr (Ortszeit) | Canada Québec Yan-Pavel Laplante (4:13) Frédérik Gauthier (13:27) Jonathan Drouin (29:51) | 3:2 (2:0, 1:1, 0:1) Spielbericht | Canada Atlantic Mitchell Vanderlaan (31:58) Kris Hodge (56:27) | Tecumseh Arena, Tecumseh, Ontario |

| 29. Dezember 2011 14:00 Uhr | Canada Ontario Brandon Robinson (14:23) Nick Ritchie (22:46) Trevor Murphy (29:37) Bo Horvat (38:40) Adam Bateman (50:52) | 5:0 (1:0, 2:0, 2:0) Spielbericht | Deutschland | WFCU Centre, Windsor, Ontario Zuschauer: 3.742 |

| 30. Dezember 2011 19:00 Uhr | Schweden Leon Bristedt (19:14) Tobias Liljendahl (43:34) | 2:7 (1:1, 0:2, 1:4) Spielbericht | Canada Ontario Bo Horvat (12:09) Max Domi (26:47) Jordan Subban (30:49) Brent Pedersen (42:52) Brent Pedersen (47:10) Darnell Nurse (49:13) Mitchell Dempsey (52:04) | WFCU Centre, Windsor, Ontario Zuschauer: 2.614 |

| 30. Dezember 2011 19:00 Uhr | Deutschland | 0:3 (0:1, 0:1, 0:1) Spielbericht | Canada Québec Yan-Pavel Laplante (8:19) Anthony DeLuca (37:15) Charles Guèvremont (51:40) | Tecumseh Arena, Tecumseh, Ontario |

| 31. Dezember 2011 14:00 Uhr | Schweden Adam Brodecki (5:10) Leon Bristedt (6:25) Victor Öhman (7:02) Victor Öhman (14:59) Victor Öhman (22:43) Adam Brodecki (32:00) Jacob de la Rose (47:19) | 7:3 (4:1, 2:0, 1:2) Spielbericht | Canada Québec Yan-Pavel Laplante (18:14) Jérémy Grégoire (44:21) Jonathan Drouin (46:51) | Tecumseh Arena, Tecumseh, Ontario |

| 31. Dezember 2011 19:00 Uhr | Canada Atlantic Mike Lyle (15:02) Thomas Stavert (18:30) Nathan MacKinnon (22:43) Oliver Cooper (53:24) | 4:3 (2:1, 1:1, 1:1) Spielbericht | Deutschland Janik Möser (0:36) Fabio Wagner (39:07) Marc Schmidpeter (41:37) | Vollmer Culture & Rec Complex, LaSalle, Ontario Zuschauer: 238 |

| 1. Januar 2012 14:00 Uhr | Deutschland Frederik Tiffels (11:34) Erik Gollenbeck (56:14) | 2:5 (1:4, 0:0, 1:1) Spielbericht | Schweden André Burakovsky (2:42) Rasmus Fyrpihl (4:06) Leon Bristedt (5:46) Tobias Liljendahl (19:35) André Burakovsky (57:10) | Tecumseh Arena, Tecumseh, Ontario |

| 1. Januar 2012 19:00 Uhr | Canada Ontario Ryan Kujawinski (24:49) Cole Cassels (37:07) Stephen Harper (59:06) | 3:0 (0:0, 2:0, 1:0) Spielbericht | Canada Atlantic | Vollmer Culture & Rec Complex, LaSalle, Ontario Zuschauer: 1.200 |

| 2. Januar 2012 14:00 Uhr | Canada Atlantic Kameron Kielly (9:41) Matt Murphy (44:08) | 2:8 (1:1, 0:3, 1:4) Spielbericht | Schweden André Burakovsky (5:24) Anton Blomberg (35:12) Leon Bristedt (37:31) Wilhelm Westlund (39:37) Robert Hägg (40:36) Robert Hägg (41:54) André Burakovsky (44:30) Adam Brodecki (46:49) | WFCU Centre, Windsor, Ontario |

| 2. Januar 2012 19:00 Uhr | Canada Québec Alexandre Ranger (7:38) Yan-Pavel Laplante (40:30) | 2:6 (1:2, 0:3, 1:1) Spielbericht | Canada Ontario Hunter Garlent (15:26) Mitchell Dempsey (17:14) Chris Bigras (26:45) Hunter Garlent (30:40) Bo Horvat (34:19) Stephen Harper (51:18) | WFCU Centre, Windsor, Ontario Zuschauer: 1.887 |

| Pl. |                 | Sp | S | OTS | OTN | N | Tore  | Punkte |
| 1.  | Canada Ontario  | 4  | 4 | 0   | 0   | 0 | 21:04 | 12     |
| 2.  | Schweden        | 4  | 3 | 0   | 0   | 1 | 22:14 | 9      |
| 3.  | Canada Québec   | 4  | 2 | 0   | 0   | 2 | 11:15 | 6      |
| 4.  | Canada Atlantic | 4  | 1 | 0   | 0   | 3 | 08:17 | 3      |
| 5.  | Deutschland     | 4  | 0 | 0   | 0   | 4 | 05:17 | 0      |

Abkürzungen: Pl. = Platz, Sp = Spiele, S = Siege, OTS = Siege nach Verlängerung oder Penaltyschießen, OTN = Niederlagen nach Verlängerung oder Penaltyschießen, N = Niederlagen

Erläuterungen: Qualifikant für das Halbfinale

### Gruppe B
| 29. Dezember 2011 19:00 Uhr (Ortszeit) | Vereinigte Staaten J. T. Compher (2:49) Evan Allen (11:47) J. T. Compher (17:54) Steven Santini (19:12) Evan Allen (48:54) | 5:1 (4:0, 0:0, 1:1) Spielbericht | Tschechien Petr Česlík (57:26) | Vollmer Culture & Rec Complex, LaSalle, Ontario Zuschauer: 835 |

| 29. Dezember 2011 19:00 Uhr | Canada Pacific Macoy Erkamps (17:09) Sam Reinhart (22:25) Sam Reinhart (25:30) Morgan Klimchuk (39:32) Curtis Lazar (59:07) | 5:2 (1:1, 3:1, 1:0) Spielbericht | Canada West Nick Zajac (5:12) Remi Laurencelle (36:51) | Tecumseh Arena, Tecumseh, Ontario |

| 30. Dezember 2011 14:00 Uhr | Vereinigte Staaten Evan Allen (41:33) Hudson Fasching (49:32) | 2:3 (0:1, 0:1, 2:1) Spielbericht | Russland Sergei Toltschinski (0:43) Iwan Fischtschenko (24:19) Grigori Dikuschin (45:42) | WFCU Centre, Windsor, Ontario Zuschauer: 2.011 |

| 30. Dezember 2011 19:00 Uhr | Tschechien | 0:4 (0:1, 0:1, 0:2) Spielbericht | Canada Pacific Sam Reinhart (6:41) Kyle Burroughs (21:09) Sam Reinhart (54:42) Curtis Lazar (57:35) | Vollmer Culture & Rec Complex, LaSalle, Ontario Zuschauer: 817 |

| 31. Dezember 2011 19:00 Uhr | Russland Grigori Dikuschin (15:39) Waleri Nitschuschkin (48:17) Iwan Barbaschew (59:29) | 3:4 (0:1, 0:3, 2:0) Spielbericht | Canada Pacific Nic Petan (8:36) Macoy Erkamps (24:55) Tyson Baillie (32:58) Nic Petan (39:14) | Vollmer Culture & Rec Complex, LaSalle, Ontario Zuschauer: 549 |

| 31. Dezember 2011 19:00 Uhr | Canada West Craig Leverton (12:19) Jon Martin (24:24) | 2:5 (1:2, 1:1, 0:2) Spielbericht | Tschechien Tomáš Andrlík (11:18) Martin Kohout (17:17) Adam Zbořil (31:55) Dominik Pokorný (42:02) Adam Zbořil (50:58) | Tecumseh Arena, Tecumseh, Ontario |

| 1. Januar 2012 14:00 Uhr | Tschechien Patrik Zdráhal (5:59) Jakub Vrána (27:50) | 2:3 (1:0, 1:1, 0:2) Spielbericht | Russland Wladislaw Gawrikow (23:55) Iwan Fischtschenko (55:31) Iwan Barbaschew (46:32) | Vollmer Culture & Rec Complex, LaSalle, Ontario Zuschauer: 368 |

| 1. Januar 2012 19:00 Uhr | Canada West Remi Laurencelle (10:33) Kayle Doetzel (27:12) Cory Millette (48:27) | 3:7 (1:2, 1:2, 1:3) Spielbericht | Vereinigte Staaten Connor Chatham (2:10) J. T. Compher (16:33) Anthony Louis (27:06) Luke Voltin (27:55) Hudson Fasching (49:19) Anthony Louis (53:49) Anthony Louis (57:06) | Tecumseh Arena, Tecumseh, Ontario |

| 2. Januar 2012 19:00 Uhr | Canada Pacific Torrin White (12:30) Morgan Klimchuk (59:34) | 2:4 (1:0, 0:2, 1:2) Spielbericht | Vereinigte Staaten Evan Allen (20:52) Evan Allen (25:03) Hudson Fasching (40:52) Hudson Fasching (45:07) | Tecumseh Arena, Tecumseh, Ontario |

| 2. Januar 2012 19:00 Uhr | Russland Iwan Barbaschew (8:24) Waleri Nitschuschkin (21:59) Alexei Sakarljukin (38:28) Waleri Nitschuschkin (46:00) Jewgeni Sakurin (52:34) Sergei Toltschinski (57:01) | 6:3 (1:1, 2:2, 3:0) Spielbericht | Canada West Denis Bosc (17:44) Cory Millette (25:57) Jordan Tkatch (35:03) | Vollmer Culture & Rec Complex, LaSalle, Ontario |

| Pl. |                    | Sp | S | OTS | OTN | N | Tore  | Punkte |
| 1.  | Vereinigte Staaten | 4  | 3 | 0   | 0   | 1 | 18:09 | 9*     |
| 2.  | Russland           | 4  | 3 | 0   | 0   | 1 | 15:11 | 9*     |
| 3.  | Canada Pacific     | 4  | 3 | 0   | 0   | 1 | 15:09 | 9*     |
| 4.  | Tschechien         | 4  | 1 | 0   | 0   | 3 | 08:14 | 3      |
| 5.  | Canada West        | 4  | 0 | 0   | 0   | 4 | 10:23 | 0      |

Abkürzungen: Pl. = Platz, Sp = Spiele, S = Siege, OTS = Siege nach Verlängerung oder Penaltyschießen, OTN = Niederlagen nach Verlängerung oder Penaltyschießen, N = Niederlagen

Erläuterungen: Qualifikant für das Halbfinale; * bei Punktgleichheit mehrerer Teams entschied die Tordifferenz aus den Spielen zwischen diesen Teams.

## Platzierungsspiele

### Spiel um Platz 9
| 3. Januar 2012 14:00 Uhr (Ortszeit) | Deutschland Tim Bender (21:46) Johannes Fischer (23:08) Leon Draisaitl (27:12) Marco Sedlar (37:48) Janik Möser (50:19) Frederik Tiffels (59:41) | 6:3 (0:3, 4:0, 2:0) Spielbericht | Canada West Nicholas Zajac (4:51) Madison Bowey (16:46) Jon Martin (17:19) | Vollmer Culture & Rec Complex, LaSalle, Ontario |

### Spiel um Platz 7
| 3. Januar 2012 19:00 Uhr | Canada Atlantic Alex Gallant (18:07) Bronson Beaton (38:46) Bronson Beaton (47:55) Oliver Cooper (59:36) | 4:2 (1:1, 1:1, 2:0) Spielbericht | Tschechien Jakub Vrána (13:17) Martin Kohout (23:27) | Tecumseh Arena, Tecumseh, Ontario |

### Spiel um Platz 5
| 3. Januar 2012 19:00 Uhr | Canada Québec Anthony DeLuca (2:41) Yan-Pavel Laplante (25:35) Alexandre Ranger (54:20) Anthony DeLuca (58:31) | 4:5 n. V. (1:0, 1:4, 2:0, 0:1) Spielbericht | Canada Pacific Matt Needham (21:43) Macoy Erkamps (28:56) Greg Chase (31:38) Nic Petan (35:17) Josh Morrissey (63:12) | Vollmer Culture & Rec Complex, LaSalle, Ontario |

## Finalrunde
|  | Halbfinale | Halbfinale         | Halbfinale |  |  | Finale | Finale             | Finale |
|  |            |                    |            |  |  |        |                    |        |
|  |            |                    |            |  |  |        |                    |        |
|  | A1         | Canada Ontario     | 3          |  |  |        |                    |        |
|  | B2         | Russland           | 4          |  |  |        |                    |        |
|  |            |                    |            |  |  | B2     | Russland           | 7      |
|  |            |                    |            |  |  | B1     | Vereinigte Staaten | 4      |
|  | B1         | Vereinigte Staaten | 2          |  |  |        |                    |        |
|  | A2         | Schweden           | 1          |  |  |        |                    |        |
|  |            |                    |            |  |  |        |                    |        |

### Halbfinale
| 3. Januar 2012 14:00 Uhr (Ortszeit) | Schweden Leon Bristedt (37:20) Penalty-Shootout: Robert Hägg Leon Bristedt | 1:2 n. P. (0:0, 1:0, 0:1, 0:0, 0:1) Spielbericht | Vereinigte Staaten Michael McCarron (43:10) Penalty-Shootout: Evan Allen Anthony Louis | WFCU Centre, Windsor, Ontario Zuschauer: 1.219 |

| 3. Januar 2012 19:00 Uhr | Russland Iwan Barbaschew (3:28) Sergei Toltschinski (35:31) Grigori Dikuschin (55:45) Grigori Dikuschin (68:27) | 4:3 n. V. (1:1, 1:1, 1:1, 1:0) Spielbericht | Canada Ontario Stephen Nosad (10:53) Aaron Ekblad (25:32) Hunter Garlent (47:10) | WFCU Centre, Windsor, Ontario Zuschauer: 1.663 |

### Spiel um Platz 3
| 4. Januar 2012 14:00 Uhr | Canada Ontario Bo Horvat (32:28) Jordan Subban (40:20) Nicholas Baptiste (42:44) Max Domi (47:39) Max Domi (54:21) | 5:2 (0:0, 1:2, 4:0) Spielbericht | Schweden Leon Bristedt (28:43) Leon Bristedt (34:42) | WFCU Centre, Windsor, Ontario Zuschauer: 1.318 |

### Finale
| 4. Januar 2012 19:00 Uhr | Vereinigte Staaten Evan Allen (8:38) Will Butcher (35:41) J. T. Compher (54:45) Anthony Louis (57:56) | 4:7 (1:0, 1:3, 2:4) Spielbericht | Russland Sergei Toltschinski (32:04) Waleri Nitschuschkin (35:07) Nikita Tscherepanow (37:36) Sergei Toltschinski (43:20) Iwan Barbaschew (48:26) Waleri Nitschuschkin (59:43) Sergei Toltschinski (59:51) | WFCU Centre, Windsor, Ontario Zuschauer: 4.192 |

### Sieger – Russland
| Sieger der World U-17 Hockey Challenge 2012 Russland | Torhüter: Andrei Filonenko, Nikita Serebrjakow Verteidiger: Denis Alexandrow, Wladislaw Gawrikow, Wladislaw Lyssenko, Ruschan Rafikow, Nikita Sadorow, Ruslan Trubkin, Nikita Tscherepanow, Kirill Worobjew Angreifer: Iwan Barbaschew, Pawel Butschnewitsch, Grigori Dikuschin, Iwan Fischtschenko, Rusal Galejew, Saweli Iljin, Maxim Mamin, Waleri Nitschuschkin, Alexei Sakarljukin, Jewgeni Sakurin, Walentin Sykow, Sergei Toltschinski |

## Beste Scorer
Abkürzungen: Sp = Spiele, T = Tore, V = Vorlagen, Pkt = Punkte, SM = Strafminuten; Fett: Bestwert
| Spieler              | Team               | Sp | T | V | Pkt | SM |
| -------------------- | ------------------ | -- | - | - | --- | -- |
| Victor Öhman         | Schweden           | 6  | 3 | 9 | 12  | 2  |
| J. T. Compher        | Vereinigte Staaten | 6  | 4 | 7 | 11  | 14 |
| Grigori Dikuschin    | Russland           | 6  | 4 | 6 | 10  | 0  |
| Sam Reinhart         | Canada Pacific     | 5  | 4 | 6 | 10  | 2  |
| Waleri Nitschuschkin | Russland           | 6  | 5 | 4 | 9   | 0  |
| Leon Bristedt        | Schweden           | 6  | 7 | 1 | 8   | 10 |
| Iwan Barbaschew      | Russland           | 6  | 5 | 3 | 8   | 4  |
| André Burakovsky     | Schweden           | 6  | 4 | 4 | 8   | 4  |
| Anthony Louis        | Vereinigte Staaten | 6  | 4 | 4 | 8   | 2  |
| Hunter Garlent       | Canada Ontario     | 6  | 3 | 5 | 8   | 8  |

## Beste Torhüter
Die kombinierte Tabelle zeigt die jeweils drei besten Torhüter in den Kategorien Gegentorschnitt und Fangquote sowie die jeweils Führenden in den Kategorien Shutouts und Siege.
Abkürzungen: Sp = Spiele, Min = Eiszeit (in Minuten), S = Siege, N = Niederlagen, GT = Gegentore, SO = Shutouts, Sv% = gehaltene Schüsse (in %), GTS = Gegentorschnitt; Fett: Bestwert
Es werden nur Torhüter erfasst, die mindestens 60 Minuten absolviert haben. Sortiert nach bestem Gegentorschnitt.
| Spieler            | Team               | Sp | Min | S | N | GT | SO | Sv%   | GTS  |
| ------------------ | ------------------ | -- | --- | - | - | -- | -- | ----- | ---- |
| Jordan DeKort      | Canada Ontario     | 1  | 60  | 1 | 0 | 0  | 1  | 100,0 | 0,00 |
| Thatcher Demko     | Vereinigte Staaten | 2  | 110 | 1 | 0 | 2  | 0  | 94,9  | 1,09 |
| Spencer Martin     | Canada Ontario     | 5  | 308 | 4 | 1 | 10 | 1  | 93,1  | 1,95 |
| Tristan Jarry      | Canada Pacific     | 2  | 123 | 2 | 0 | 4  | 1  | 94,3  | 1,95 |
| Nikita Serebrjakow | Russland           | 5  | 308 | 5 | 0 | 14 | 0  | 93,0  | 2,72 |
| Zachary Fucale     | Canada Québec      | 5  | 184 | 2 | 1 | 10 | 1  | 90,6  | 3,25 |

## Abschlussplatzierungen
| Pl. | Team               |
| --- | ------------------ |
| 1   | Russland           |
| 2   | Vereinigte Staaten |
| 3   | Canada Ontario     |
| 4   | Schweden           |
| 5   | Canada Pacific     |
| 6   | Canada Québec      |
| 7   | Canada Atlantic    |
| 8   | Tschechien         |
| 9   | Deutschland        |
| 10  | Canada West        |

## All-Star Team
| Tournament All-Star Team |                                                    |
| Angriff:                 | J. T. Compher – Victor Öhman – Sergei Toltschinski |
| Verteidigung:            | Gage Ausmus – Ont. Darnell Nurse                   |
| Tor:                     | Nikita Serebrjakow                                 |